# Aristolochia tagala
Aristolochia tagala är en piprankeväxtart som beskrevs av Adelbert von Chamisso. Aristolochia tagala ingår i släktet piprankor, och familjen piprankeväxter. Utöver nominatformen finns också underarten A. t. kankaoensis.